# Michael Jacobs
Michael Jacobs (Génova, Italia, 15 de octubre de 1952 - Londres, 11 de enero de 2014)  fue un hispanista, escritor de libros de viajes sobre España e historiador de arte. 

## Biografía
Era hijo de una actriz italiana y de un abogado anglo-irlandés, pasa su infancia y adolescencia en Londres, donde consigue su título universitario como historiador del arte en el Courtauld Institute. Cuando está a punto de terminar su investigación doctoral sobre arte italiano, su director de tesis, Sir Anthony Blunt, es acusado de haber sido espía ruso antes de la Segunda Guerra Mundial. Después de enviar una carta en su defensa al diario The Times, Jacobs decide abandonar su carrera universitaria para dedicarse exclusivamente a escribir y, aunque al principio se ciñe sobre todo a su papel de especialista en libros de arte como The Good and Simple Life: Artist Colonies in Europe and America, no tarda sin embargo en ser pronto reconocido como un erudito, ingenioso e intenso comentarista de viajes, con numerosos libros de éxito ya en su haber, la mayoría  de ellos sobre España y el mundo de habla hispana.
Su amor por España, en general, y por Andalucía, en particular, se desarrolla desde la adolescencia, cuando pasa distintos periodos como estudiante de español en las universidades de León y Córdoba, llevando a cabo una experiencia picaresca y viajera por todo el país. Su primer libro de tema español lleva precisamente el título Andalucía (Londres, 1990) y ha sido reeditado ya en numerosas ocasiones desde su aparición en la prestigiosa colección Penguin Books, no en vano está considerada como una de las mejores y más completas introducciones literarias recientemente escritas en inglés sobre esta tierra, al desafiar en sus páginas los tan extendidos y falsos clichés sobre la imagen romántica andaluza, al tiempo que muestra toda la complejidad cultural e histórica de esta Comunidad.
Poco después sale a la luz Between Hopes and Memories: A Spanish Journey (‘Entre esperanzas  y recuerdos: un viaje español’,1994), un relato atípico, muy personal y literario, con una mirada irónica sobre España en un periodo en el que el país estaba preparando los fastos de los Juegos Olímpicos de Barcelona y de la Exposición Universal de Sevilla. A raíz de su publicación, el autor es invitado por la dirección de El Legado Andalusí con el encargo de escribir un libro de viajes que cumpla con los planteamientos divulgativos de esta Fundación. El resultado es In the Glow of the Phantom Palace: Travels between Granada and Timbuktu (1996), una obra que parodia la tradición romántica mezclando la ficción con la realidad y la discusión de la España Islámica, al tiempo que constituye un excelente comentario sobre la forma en que lo políticamente correcto ha ayudado a perpetuar las actitudes un tanto sentimentaloides de los escritores del siglo XIX. Se trata, además, de una especie de introducción a su lúcida y, a veces, iconoclasta aproximación a la Alhambra, su siguiente libro, en cuyas páginas intenta desnudar el  monumento de todo un cúmulo de mitos y concepciones erróneas desde siglos atrás.
Una nueva fase en el acercamiento de Jacobs a Andalucía comienza cuando en 1999 descubre el pueblo jienense de Frailes, su lugar de residencia desde entonces la mayor parte del año. Las experiencias de sus cinco primeros años en esta localidad de la comarca de la Sierra Sur de Jaén –viviendo encima de la discoteca, interesándose por la larga tradición de los santeros y curanderos de la zona, trayendo a Sara Montiel para reabrir un viejo cine, aprendiendo las costumbres de sus gentes y, sobre todo, captando la sabiduría del muy celebrado octogenario Manuel Ruiz López ‘El Sereno’– constituyen la base del más popular y accesible de todos sus libros hasta la fecha: The Factory of Light: Tales from my Andalucian Village (‘La fábrica de la luz: cuentos desde mi pueblo andaluz’, 2003). En él combina a partes iguales el humor, el realismo y la magia, infligiendo a la vez un ingenioso correctivo al género de la literatura inglesa de viajes dedicada exclusivamente a la buena vida en el extranjero. Pendiente todavía de traducción al español, esta obra lo consolida sin duda como el más valioso sucesor de Gerald Brenan en estos tiempos, si bien se diferencia del autor de Al sur de Granada en que su visión de Andalucía es la de un británico absolutamente integrado en España y que escribe desde dentro de la comunidad a la que retrata. Su último libro, Ghost train through the Andes, es el relato de su viaje por Chile y Bolivia recreando la figura de sus abuelos.

## Reconocimiento
Michael Jacobs es asimismo investigador honorario (Senior Honorary Research Fellow) del Departamento de Estudios Hispánicos de la Universidad de Glasgow, además de miembro de la Academia Andaluza del Vino, cofrade de la sociedad gastronómica ‘El Dornillo’ y único extranjero Comendador de honor de la ‘Muy Ilustre y Noble Orden de Caballeros de la Cuchara de Palo’.
Artista invitado en la sección española del HAY FESTIVAL, de Segovia, sus charlas y entrevistas, en solitario o en compañía de su amigo y también escritor Chris Stewart ("Entre limones") se cuentan como éxitos por su simpatía y sencillez.